# Assembleia Legislativa de Porto Rico
A Assembleia Legislativa de Porto Rico (Em espanhol: Asamblea Legislativa de Puerto Rico) é o órgão territorial responsável por coordenar o poder legislativo do governo de Porto Rico. A assembléia é de legislatura bicameral e consiste em uma câmara alta, o Senado geralmente composto por vinte e sete senadores, e em uma câmara baixa, a Câmara dos Representantes normalmente composta por cinquenta e um deputados. Onze membros de cada casa são eleitos de votação geral ao invés de apenas em distritos legislativos específicos com todos os membros sendo eleitos para um mandato de quatro anos sem limites de mandatos.
A estrutura e responsabilidades da Assembleia legislativa são definidas pelo Artigo III da Constituição de Porto Rico, que garante à Assembleia todos os poderes legislativos. Todos os projetos precisam passar pelas duas casas e serem assinados pelo Governador de Porto Rico para se tornarem leis. A constituição também diz que cada casa deverá ser juíza única para avaliar a legalidade das ações de seus membros. A constituição também garante imunidade parlamentar para todos os membros da Assembleia Legislativa.